# Psiphon
Psiphon（サイフォン）は、安全な通信と難読化技術（VPN、SSH、HTTP Proxy）を組み合わせた、自由でオープンソースのインターネット検閲回避ソフトウェアである。Psiphonは、パフォーマンスを重視したシングルホップおよびマルチホップアーキテクチャを用い、中央管理された地理的に多様な数千のプロキシサーバによるネットワークである。
Psiphon は、「インターネットの敵」と見なされる国々のユーザーをサポートするために特別に設計されている。コードベースはPsiphon, Inc.によって開発および保守されている。同社は、政府や規制当局がインターネット検閲を課すために用いるコンテンツフィルタリングシステムを、インターネットユーザーが安全に回避するように設計されたシステムと技術を運用している。   
Psiphon (1.0) の最初のコンセプトは、カナダ・トロント大学のムンク国際問題研究所を拠点とするシチズン・ラボによって開発され、「セーフ・ウェブ」や「アノニマイザ」など、前世代のウェブプロキシソフトウェアシステムに基づいていた。
2007年、高度な検閲回避システムおよび技術を開発するPsiphon, Inc.が、オンタリオ州に独立企業として設立された。Psiphon, Inc.と、トロント大学のシチズン・ラボは、Psi-Labパートナーシップを通じて、研究プロジェクトを共同して実施した。Psiphonは現在、3つの別個の関連するオープンソースのソフトウェアプロジェクトで構成されている。
- 3.0 - クラウドベースの実行時トンネリングシステム[5]。
- 2.0 - クラウドベースの安全なプロキシシステム[6]。
- 1.0 - 最初のホームベースサーバーソフトウェア（2004年にシチズン・ラボによってリリースされ、2006年に書き直され発売された）。Psiphon 1.xは、Psiphon, Inc.およびシチズン・ラボではサポートされなくなった[7]。

## 歴史

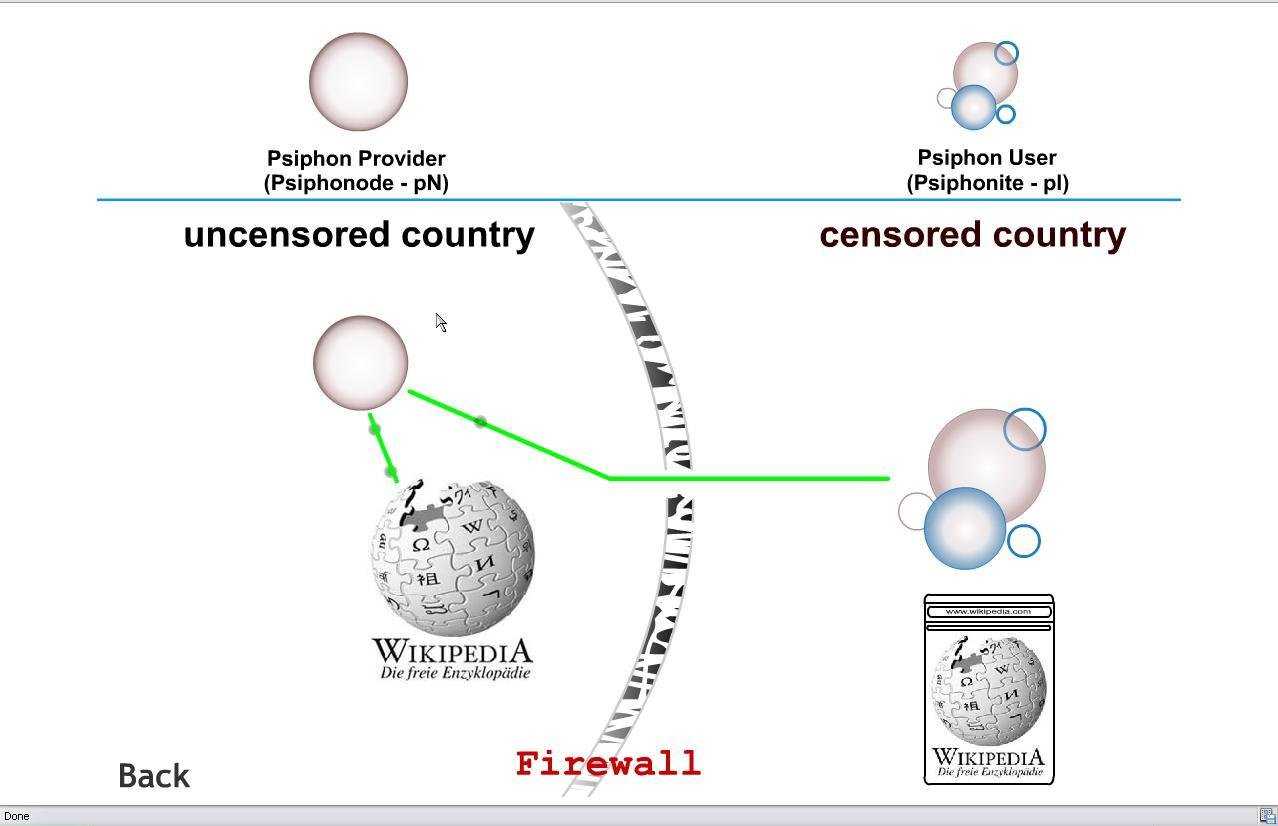
インターネット検閲によって制限されたユーザは、Psiphonを用いて地理的に多数のプロキシを介することでこれを回避し、ウェブサイトにアクセスできる。

Psiphonの当初のコンセプトは、個々のコンピュータユーザがインストールして操作する、使いやすく軽量なインターネットプロキシとして、インターネットが検閲されている国々にいる友人や家族のためにプライベート接続を構築することを想定していた。ナート・ヴィルヌーヴによると、「このアイデアは（ユーザーが）自分のコンピュータにこれをインストールすることで、フィルタリングされている国の人々に対し、その回避装置の所在を最も安全とわかっている方法で届けることである。私たちが構築しようとしているのは、人々が単に利用できるような大規模な技術ネットワークではなく、お互いを知っている人々の間の信頼のネットワークである」。2006年12月1日、Psiphon 1.0が、シチズン・ラボによってオープンソースのソフトウェアとして発表された。
2007年初頭、Psiphon, Inc.は、シチズン・ラボまたはトロント大学から独立したカナダの企業として設立された。オリジナルのコード（1.6）は、GNU General Public Licenseの下で利用できるようになった。2008年、Psiphonは、フランス上院からNetexplorateur賞を授与された。2009年、Psiphonは、Index on Censorshipによって、The Economist Best New Media Awardに認定された。2011年、初期のPsiphon 1.xは正式に廃止され、Psiphon, Inc.およびシチズン・ラボによる積極的なサポートは終了した。
2008年、Psiphon, Inc.は、Internewsが運営するSESAWE (Open Internet) プロジェクトから2つのサブグラントを授与された。その資金源は、欧州議会と、米国国務省民主主義・人権・労働局（DRL）が管理するインターネット・フリーダム・プログラムである。これらの助成金の目的は、Psiphonを、地球上のさまざまな区分された地域にわたって多数のユーザーをサポートできる拡張性のある反検閲ソリューションに発展させることであった。その中心開発チームは、以前に安全な文書管理システムCiphershareを開発した経験豊富なセキュリティおよび暗号化ソフトウェアエンジニアのグループを含むまでに成長した。 
2010年、Psiphon, Inc.は、米国グローバルメディア庁（USAGM）、米国国務省、および英国放送協会（BBC）へのサービス提供を開始した。2015年現在、Psiphon, Inc.は、商業活動から生み出された収益に基づいて運営されている。
2012年、Psiphon, Inc.は、Android搭載の携帯電話向けにモバイル版Psiphon 3の開発を開始した。2014年、iOSデバイス向けのPsiphon（アルファ版）が提供された。
2020年、ベラルーシ反政府デモのメディア報道では、Psiphonを介したコミュニケーションが大きな役割を果たした。
2021年、ミャンマーでの抗議運動により、月間利用者数が5,000人から1,400万人超に急増した。これは、他の多くのソーシャルメディアウェブサイトに対する国家検閲が原因だと考えられている。2021年、キューバ反政府デモでは、政府が多くのソーシャルメディアウェブサイトを閉鎖した後、100万人以上のデモ参加者がこのツールを使い始めた。